# Gintaras Kviliūnas
Gintaras Kviliūnas (ur. 17 kwietnia 1966) – litewski piłkarz, w trakcie kariery piłkarskiej występujący na pozycji napastnika.

## Kariera piłkarska
Seniorską karierę zaczynał w klubie Žalgiris Wilno, gdzie jednak miał problemy z regularną grą. Kolejnym klubem w jego karierze był Atlantas Kłajpeda, z którego trafił do polskiej ekstraklasy, do Jagiellonii Białystok. Spędził w Polsce pół roku, po czym wrócił na Litwę. Grał w Žalgirisie, Sirijusie Kłajpeda, Progressie Czerniachowsk oraz Minija Kretynga.

## Po zakończeniu kariery
Kviliūnas po zakończeniu kariery piłkarskiej został sędzią piłkarskim. Prowadził mecze w niższych ligach litewskich.